# Patrulha Nick
Patrulha Nick foi um programa de televisão infantojuvenil brasileiro, criado por MC Fernandes e produzido e exibido pela Nickelodeon. Entre os anos de 2001 e 2006 foi apresentado por Dinho Marciano, Lucas Lopez, Gabriela França, Fany Georguleas, Mariana Molina e Jacarezinho.
O programa foi pré-gravado, apresentando matérias, curiosidades e quadros temáticos de interesse ao público adolescente, além de animações originais da Nickelodeon.
O programa teve seu último episódio em 2006, tendo como sucessor espiritual Nickers, programa com temática semelhante, apresentado por Dinho Marciano, HD e Bianca Jhordão.

## História
O programa foi criado e dirigido pelo ex-diretor de criação da Nickelodeon Brasil, MC Fernandes, tornando-se um dos líderes de audiência da emissora. MC Fernandes também já foi responsável como diretor-geral da premiação Meus Prêmios Nick, cerimônia que o elenco da Patrulha Nick apresentou nas edições de 2004 e 2006.
Os apresentadores que estrearam junto com o programa foram Dinho Marciano, Lucas Lopez, Gabriela França e Fany Georguleas, sendo que esta última deixou o programa em 2003. No mesmo ano, a Nickelodeon Brasil promoveu um concurso para encontrar um novo "patrulheiro", nome dado aos apresentadores do programa. Os candidatos da Caça Patrulheiro Nick podiam inscrever-se no site da Nickelodeon Brasil até 15 de junho daquele ano e os três finalistas seriam escolhidos através de um júri "composto por seis celebridades brasileiras", a audiência do canal e a própria equipe da Nickelodeon. Após concorrer com mais de 12 mil pessoas, Mariana Molina foi escolhida vencedora do concurso e tornou-se a nova apresentadora do programa.
Em 2005, até 25 de Fevereiro o primeiro da estreia de serie de televisão do desenho animado brasileiro em gênero de filmes na noir mistérios crime suspense ficção científica terror em internet website site da animação em flash em Anabel em criador de Lancast Mota em Produção da Gato Amarelo em Distribuição do Martinelli Films. a Nickelodeon promoveu o segundo e último concurso para escolher o quinto integrante do programa e, da mesma forma que o primeiro, as inscrições precisavam serem feitas através do site oficial da emissora. Após chegar a final com mais seis concorrentes, Kléber Camargo Ramos, o Jacarezinho, foi escolhido pelo público do canal como o novo "patrulheiro". Ex-integrante do grupo musical infantil Mulekada, Jacarezinho disse que, "Sempre fui fã do 'Patrulha', mas nunca tinha pensado em ser apresentador. Mas quando surgiu a oportunidade do concurso, pedi para a minha mãe me ajudar", na época estudante da 6ª série.
No final de 2006, os membros do programa participaram do especial de fim de ano chamado O dia em que a Patrulha virou banda por um dia, onde tocaram a música "Valeu, Aquele Abraço", cantada por Dinho Marciano. Esta foi uma despedida do programa, após 5 anos no ar, sendo assim "substituído" por Nickers, do qual Dinho também foi apresentador.
A Nickelodeon aparentemente tinha planos para continuar o programa no ano seguinte, uma vez que estaria aberta uma vaga para apresentador devido a saída programada de Dinho para meados de 2007. Segundo uma matéria do site Diário do Nordeste, o terceiro concurso de Caça Patrulheiro teria começado ainda no final do ano de 2006, tendo as inscrições abertas até junho do ano seguinte.

## Elenco
- Elinaldo "Dinho Marciano" Abdalla (2001–2006)
- Lucas Lopez Weishaupt (2001–2006)
- Gabriela "Gabi" França (2001–2006)
- Stephanie "Fany" Georguleas (2001–2003)
- Mariana "Mary" Molina (2003–2006)
- Kléber "Jacarezinho" Camargo Ramos (2005–2006)